# Brewing Up with Billy Bragg
Brewing Up with Billy Bragg è il primo album in studio del cantante inglese Billy Bragg.

## Realizzazione
Registrato nel luglio del 1984, presso il Berry Street Studio di Londra e pubblicato nel novembre seguente dalla Go! Discs il disco raggiunse la posizione numero 16 nella Official Albums Chart
Anche se il modo di scrivere si muove su registri non troppo dissimili dal precedente lavoro, proseguendo, ad esempio, il filone delle canzoni politiche con brani come il pungente attacco satirico alla stampa scandalistica britannica di It Says Here o come l'inno anti-militarista Island of No Return, il disco offre una rinnovata attenzione alle composizioni con i classici arrangiamenti per chitarra elettrica e voce raffinati e addolciti da un uso occasionale di sovraincisione di cori (Love Gets Dangerous), organo (A Lover Sings) o tromba (Th Saturday Boy).
L'album venne poi ristampato una prima volta nel 1987 come parte di un cofanetto intitolato Back to Basics che comprendeva anche Life's a Riot with Spy Vs Spy e l'EP Between the Wars e poi di nuovo singolarmente nel 1997.
Poi, nel 2006, come parte di una serie di riedizioni di album del catalogo è stato rimasterizzato e ristampato per la prima volta su CD, con una serie di bonus tracks tra le quali: Back to the Old House cover degli Smiths (suonata assieme al chitarrista della stessa band, Johnny Marr) e The Last Time dei Rolling Stones.
Nel 2000 la rivista musicale inglese Q Magazine lo ha inserito al numero 87 nella sua lista dei 100 più grandi album britannici di tutti i tempi.

## Tracce
1. It Says Here – 4:18
2. Love Gets Dangerous – 2:23
3. The Myth of Trust – 2:54
4. From a Vauxhall Velox – 2:31
5. The Saturday Boy – 3:30
6. Island of No Return – 3:37
7. St Swithin's Day – 3:54
8. Like Soldiers Do – 2:39
9. This Guitar Says Sorry – 2:31
10. Strange Things Happen – 2:38
11. A Lover Sings – 3:54

## Musicisti
- Billy Bragg - voce, chitarra
- Johnny Marr - chitarra, tamburello
- Dave Woodhead - tromba
- Kenny Craddock - organo